# Mesjid Tungue
Mesjid Tungue is een bestuurslaag in het regentschap Pidie van de provincie Atjeh, Indonesië. Mesjid Tungue telt 311 inwoners (volkstelling 2010).